# 11325 Slavický
(11325) Slavický, denumire internațională (11325) Slavicky, este un asteroid din centura principală de asteroizi.

## Descriere
11325 Slavický este un asteroid din centura principală de asteroizi. A fost descoperit pe 17 septembrie 1995 la Observatorul din Ondřejov de Lenka Šarounová. Asteroidul prezintă o orbită caracterizată de o semiaxă mare de 2,54 ua, o excentricitate de 0,14 și o înclinație de 1,4° în raport cu ecliptica.